# Dicranota (Ludicia) megomma
Dicranota (Ludicia) megomma is een tweevleugelige uit de familie Pediciidae. De soort komt voor in het Oriëntaals gebied.